# Gangnihessou
Gangnihessou – według tradycji, pierwszy z „dwunastu królów Dahomeju” (dawna nazwa Beninu). Gangnihessou rządził prawdopodobnie około roku 1620. Jego symbolami były: samiec ptaka gangnihessou (nazwa ptaka była rebusem oznaczającym jego imię), bęben i oszczep łowiecki. Nie jest pewne, czy rzeczywiście rządził jako król. Mógł być po prostu wpływowym przywódcą, który rządził poprzez swego młodszego brata, Dakodonou, który rzeczywiście uważany był za króla za swego życia.